# 蜥蜴科
蜥蜴科（学名：Lacertidae，又叫正蜥科）是爬行纲正蜥亚目下的一科，原生于欧洲，非洲和亚洲。这是一个多元化的科，共有37属几百个物种。

## 栖息地
欧洲和地中海的品种主要生活在森林和灌木。亚洲，麻蜥属和睑窗蜥属（Ophisops）的物种生活在草原和沙漠。非洲的品种则在岩石和干旱地区。缨尾蜥属（Holaspis）是非洲少数的树栖品种，旗下唯一物种缨尾蜥（Holaspis guentheri）能利用其宽阔的尾巴和扁平的身体作为一个机翼滑翔。

## 外观和习性
蜥蜴科的物种为小型或中型的蜥蜴。大部分品种长度除尾巴后少于9厘米，尽管其下最大的物种长度达到46厘米，另外一些灭绝的物种形体也较大。它们主要是食虫性。一个例外是Meroles anchietae，属于少数的壁蜥蜴之一，通常吃种子，这也是在恶劣纳米布沙漠能找到的合适蜥蜴的食物。
蜥蜴科的物种外形非常相似，都有修长的身体和长长的尾巴，但图案和颜色差别很大，即使同一物种亦是如此。头部图案尺寸教大，往往有皮肤骨化现象，背部花纹小，成粒状，腹部花纹为矩形。大多数物种是两性异形，雄性和雌性有不同的图案。
至少有八种来自高加索的物种为单性生殖，3个物种是胎生，包括胎生蜥蜴。 

## 分类
亚科和下面的属的分类如下，由阿诺德等人于2007年基于它们的系统发育分析提出。
蜥蜴科
辛氏蜥亚科 Gallotiinae
- 辛氏蜥属 Gallotia  (8个物种)
- 奔蜥属 Psammodromus  (6个物种)

正蜥亚科  Lacertinae 
麻蜥族  Eremiadini 
- 棘趾蜥属 Acanthodactylus  (40个物种)
- 阿多蜥蜴属 Adolfus  (4个物种)
- 西洋蜥蜴属 Atlantolacerta
- 奥斯蜥蜴属 Australolacerta  (2个物种)
- 麻蜥属 Eremias  (29个物种)
- 西非蜥属 Gastropholis
- 灌丛蜥属 Heliobolus
- 缨尾蜥属 Holaspis
- 粗蜥属 Ichnotropis
- 拉氏蜥属 Latastia  (10个物种)
- 梅洛蜥蜴属 Meroles  (7个物种)
- 梅萨蜥蜴属 Mesalina  (13个物种)
- 平蜥属 Nucras  (8个物种)
- 睑窗蜥属 Ophisops  (8个物种)
- 佩蒂蜥蜴属 Pedioplanis  (10个物种)
- 青草蜥属 Philochortus
- 顶眼蜥属 Poromera
- 假艾蜥蜴属 Pseuderemias
- 斯卡蜥蜴属 Scapteira
- 山蜥属 Tropidosaura

蜥蜴族  Lacertini 
- 锯缘蜥属 Algyroides  (5个物种)
- 阿那蜥蜴属 Anatololacerta
- 戴马蜥蜴属 Dalmatolacerta
- 戴尔蜥蜴属 Darevskia  (22个物种)
- 迪纳蜥蜴属 Dinarolacerta
- 褐棱蜥蜴属 Hellenolacerta
- 爱贝蜥蜴属 Iberolacerta
- 伊朗蜥蜴属 Iranolacerta
- 蜥蜴属 Lacerta   (40个物种)
- 帕维蜥蜴属 Parvilacerta
- 菲尼蜥蜴属 Phoenicolacerta
- 壁蜥属 Podarcis
- 色拉蜥蜴属 Scelarcis
- 草蜥屬 Takydromus
- 蓝斑蜥蜴属 Timon  (4个物种)
- 胎生蜥屬 Zootoca